# Panzerbrigade 8
Die Panzerbrigade 8 „Lüneburg“ mit letztem Sitz des Stabes in der Theodor-Körner-Kaserne in Lüneburg war eine Brigade des Heeres der Bundeswehr und zuletzt als aktiver Verband der 3. Panzerdivision unterstellt. Die Brigade wurde 1993 aufgelöst, fungierte jedoch später noch als nichtaktive Brigade der 1. Panzerdivision mit Stabssitz in Munster. Die Truppenteile der aktiven Brigade waren im nordöstlichen Niedersachsen stationiert.

## Geschichte

### Vorgeschichte als Kampfgruppe in der Heeresstruktur 1
Zur Einnahme der Heeresstruktur 1 wurde zum 1. August 1956 die Kampfgruppe A 3 mit Standort des Stabes in der Hamburger Boehn-Kaserne neu aufgestellt. Die Kampfgruppe wurde der 3. Panzerdivision unterstellt.

### Heeresstruktur 2
Zur Einnahme der Heeresstruktur 2 wurden zum 16. März 1959 Teile der Kampfgruppe A 3 in die Panzerbrigade 8 und zum 2. Februar 1959 in die Panzergrenadierbrigade 17 umgegliedert. Der Stab der Panzerbrigade 8 verlegte nach Lüneburg. 1959 bestand die
Panzerbrigade 8 aus: Stabskompanie, Panzerpionierkompanie 80 (Aufstellung 1959 aus Teilen des Pionierbataillons 3), Panzeraufklärungskompanie 80, Flugabwehrbatterie 80 (später Umgliederung in 3./Flugabwehrbataillon 3 und Unterstellungswechsel zum Flugabwehrregiment 3 1966), Panzergrenadierbataillon 82 (Aufstellung 1958), Panzerbataillon 83 (Aufstellung 1958), Panzerbataillon 84 (Aufstellung 1959), Panzerartilleriebataillon 85 (Aufstellung 1959 aus Teilen der Panzerartilleriebataillone Panzerartilleriebataillon 215 und 335) und Versorgungsbataillon 86 (Aufstellung 1959). Im Jahre 1967 wurde die Panzerjägerkompanie Rak 80 aufgestellt. Am 26. September 1968 kam es zu einem tödlichen Schießunfall auf dem Standortübungsplatz Wendisch-Evern an einer Panzerkanone.

### Heeresstruktur 3
1972 wurden aus dem aufgelösten Versorgungsbataillon 86 die Instandsetzungskompanie 80 und Nachschubkompanie 80 aufgestellt. Von 1973 bis 1979 führte die Brigade einen unabhängigen Panzerspähzug 80. 1975 war die Panzerbrigade 8 in der Waldbrandkatastrophe in der Lüneburger Heide im Rettungseinsatz.

### Heeresstruktur 4
Das PzBtl 83 erhält 1979 auf der Korpsgefechtsübung „Harte Faust“ die Korpsmedaille für die beste operative Führung und im Oktober des gleichen Jahres das Fahnenband der Stadt Lüneburg. Die PzBrig 8 war einer der ersten Verbände der Bundeswehr, die nach der Heeresstruktur 4 umgegliedert wurde. Im Jahre 1980 gliederte sich die Brigade in eine Stabskompanie, die Instandsetzungskompanie 80, die Nachschubkompanie 80, die Panzerjägerkompanie 80, die Panzerpionierkompanie 80, das Panzerbataillon 81 (Aufstellung 1980 als gemischtes Kampftruppenbataillon), das Panzergrenadierbataillon 82, das Panzerbataillon 83, das Panzerbataillon 84, das Panzerartilleriebataillon 85 und das Feldersatzbataillon 34. Das PzBtl 81 besaß drei Kampfkompanien; die 2./81 war dem PzGrenBtl 82, die 3./81 dem PzBtl 83 und die 4./81 dem PzBtl 84 zugeordnet. 
Im Herbst 1980 nahm das PzBtl 83 auf einem Schießplatzaufenthalt im walisischen Castlemartin teil. Im Laufe des Jahres 1981 erfolgt die Umrüstung der Kampfpanzer von Leopard 1 auf Leopard 2. Im Dezember 1981 wird mit dem Waffensystem Leopard 2 auf dem TrÜbPl Putlos scharf geschossen, die Rückverlegung des PzBtl 83 erfolgt auf dem Landmarsch. Im Februar 1982 findet erstmals der von Borcke-Gedächtnismarsch als geschlossener Bataillonsmarsch über eine Strecke von 100 Kilometern innerhalb von drei Tagen im Waldgebiet Göhrde statt. 1983 war das PzGrenBtl 82 auf einer Winterkampfausbildung in Norwegen.
Im Winter 1984 übten PzAufklBtl 3, PzBtl 84, PzJg 80 und PzGrenBtl 82 gemeinsam auf dem Truppenübungsplatz Bergen und präsentierten das Zusammenspiel von Panzer- und Panzergrenadiertruppe auf einer Gefechtsvorführung. Im Januar 1985 übte die PzGrenBtl 82 bei Temperaturen von −15 °C Gefechtsschießen und das „Leben im Felde“ auf dem Truppenübungsplatz Putlos. Die großen Manöver unter Teilnahme der PzBrig 8 waren 1978 „Bold Guard“, 1979 „Harte Faust“, 1982 „Starke Wehr 82“, 1983 unter Beteiligung des I. NL-Korps „Young Lion“ und REFORGER-Übung „Atlantic Lion“, 1984 „Starker Arm“, 1985 „Trutzige Sachsen“ und 1986 wieder „Bold Guard“. Im Februar 1986 besucht Verteidigungsminister Dr. Manfred Wörner das PzBtl 83. 1987 leistet der erste weibliche Soldat seinen Dienst im PzBtl 83 ab. 1988 erhielt die Brigade den Beinamen „Lüneburg“. Im September 1989 nahmen Teile der Panzerbrigade 8 an der Heeresgefechtsübung "Offenes Visier" teil.
Die Brigade umfasste im Herbst 1989 in der Friedensgliederung etwa 2900 Soldaten. Die geplante Aufwuchsstärke im Verteidigungsfall betrug rund 3300 Soldaten. Zum Aufwuchs war die Einberufung von Reservisten und die Mobilmachung von nicht aktiven Truppenteilen vorgesehen. Zum Ende der Heeresstruktur 4 im Herbst 1989 war die Brigade weiter Teil der 3. Panzerdivision und gliederte sich grob in folgende Truppenteile:
- Stab/Stabskompanie Panzerbrigade 8, Lüneburg (Theodor-Körner-Kaserne)
  -  Panzerjägerkompanie 80, Lüneburg (Theodor-Körner-Kaserne)
  -  Panzerpionierkompanie 80, Lüneburg (Scharnhorst-Kaserne)[14]
  -  Nachschubkompanie 80, Lüneburg (Theodor-Körner-Kaserne)
  -  Instandsetzungskompanie 80, Lüneburg (Theodor-Körner-Kaserne)
  -  Panzerbataillon 81 (teilaktiv), Lüneburg (Schlieffen-Kaserne)
  -  Panzergrenadierbataillon 82, Lüneburg (Schlieffen-Kaserne)
  -  Panzerbataillon 83, Lüneburg (Schlieffen-Kaserne)
  -  Panzerbataillon 84, Lüneburg (Schlieffen-Kaserne)
  -  Panzerartilleriebataillon 85, Lüneburg (Scharnhorst-Kaserne)

### Heeresstruktur 5 bis zur Auflösung
1992 wurden die Panzerbataillone 81 und 83 sowie das Panzergrenadierbataillon 82 außer Dienst gestellt. Zugleich wurde das Panzerbataillon 83 in ein nichtaktives (gekadertes) Bataillon umgegliedert und sein Kader in das Panzerbataillon 84 integriert. Als die 3. Panzerdivision 1993 außer Dienst gestellt wurde, wurde auch die Panzerbrigade 8 aufgelöst. Teile der Brigade wurden der Panzergrenadierbrigade 7 unterstellt. Die Instandsetzungskompanie 80 sowie die Nachschubkompanie 80 wurden vor Auflösung der Brigade 1993 dem Instandsetzungsbataillon 6 unterstellt. Noch im August 1993 – kurz vor Deaktivierung – waren Teile der Brigade an der Operation UNO SOM II in Somalia beteiligt.
Nach ihrer Deaktivierung wurde die Panzerbrigade 8 zunächst noch im „Heer der Zukunft“ 2003 als nichtaktiver Verband der 1. Panzerdivision geführt und erst am 31. Dezember 2008 mit Sitz in Munster (Schulz-Lutz-Kaserne; seit dem 18. September 2019 Örtzetal-Kaserne) mit der Bezeichnung PzBrig 8 (n. a.) endgültig aufgelöst.

## Kommandeure
Folgende Offiziere kommandierten die Brigade bis zu ihrer Deaktivierung (Dienstgrad bei Kommandoübernahme):
| Nr. | Name                                | Beginn der Berufung | Ende der Berufung  |
| --- | ----------------------------------- | ------------------- | ------------------ |
| 14  | Oberst Rainer Schuwirth             | 10. September 1991  | 30. September 1993 |
| 13  | Oberst Rüdiger Drews                | 17. März 1990       | 9. September 1991  |
| 12  | Oberst Michael von Scotti           | 22. März 1986       | 16. März 1990      |
| 11  | Oberst Günter von Steinaecker       | 16. September 1984  | 21. März 1986      |
| 10  | Brigadegeneral Karl-Heinz Prange    | 26. September 1979  | 15. September 1984 |
| 9   | Oberst Harald Schulz                | 21. März 1978       | 25. September 1979 |
| 8   | Brigadegeneral Joachim von Schwerin | 26. Januar 1974     | 20. März 1978      |
| 7   | Brigadegeneral Johann Condné        | 1. Juli 1971        | 25. Januar 1974    |
| 6   | Brigadegeneral Heinz-Otto Fabian    | 1. April 1968       | 30. Juni 1971      |
| 5   | Brigadegeneral Horst Hildebrandt    | 1. Oktober 1966     | 31. März 1968      |
| 4   | Oberst Karl Deichen                 | 21. September 1964  | 30. September 1966 |
| 3   | Brigadegeneral Walter Carganico     | 9. Juli 1962        | 20. September 1964 |
| 2   | Oberst Adolf von Salviati           | 16. April 1958      | 8. Juli 1962       |
| 1   | Oberst Ernst Philipp                | 1956                | 15. April 1958     |

## Verbandsabzeichen

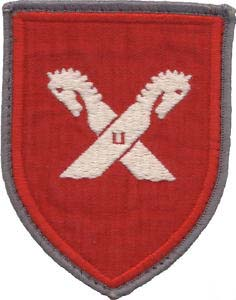
Gewebtes Verbandsabzeichen für den Dienstanzug

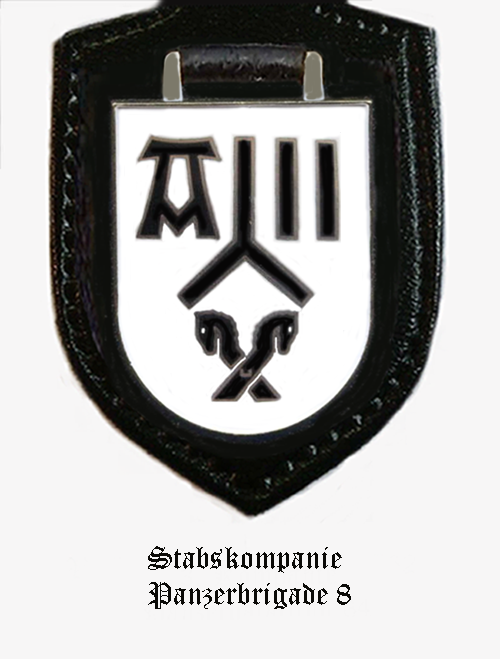
Internes Verbandsabzeichen des Stabes/Stabskompanie

Die Blasonierung des Verbandsabzeichens für den Dienstanzug der Angehörigen der Panzerbrigade 8 lautete:
 Rot bordiert, in Rot zwei schräggekreuzte silberne Giebelblätter mit nach außen blickenden Pferdeköpfen.
Die gekreuzten Pferdeköpfe waren eine Variante des Sachsenrosses, das im Wappen Niedersachsens ebenfalls auf rotem Schild dargestellt wird. Gekreuzte Pferdeköpfe finden sich in dieser Form als Giebelschmuck der für die Region typischen Niedersachsenhäuser. Die Verbandsabzeichen der Division und zwei der unterstellten Brigaden waren bis auf die Borde identisch. In der Tradition der Preußischen Farbfolge erhielt das Verbandsabzeichen der Panzerbrigade 8 als „zweite“ Brigade der Division einen roten Bord.
Da sich die Verbandsabzeichen der Brigaden der Division ursprünglich nur geringfügig unterschieden, wurde stattdessen gelegentlich auch das interne Verbandsabzeichen des Stabes bzw. der Stabskompanie pars pro toto als „Abzeichen“ der Brigade genutzt. Es zeigt die Lüneburger Stadtmarke neben dem Truppenkennzeichen der 3. Panzer-Division (Wehrmacht) als Erinnerung an den Traditionsverband und darunter die gekreuzten Pferdeköpfe aus dem Verbandsabzeichen.